# 新安德里伊夫卡 (錫內利尼科韋區)
48°11′44″N 36°24′17″E / 48.19556°N 36.40472°E
新安德里伊夫卡（烏克蘭語：Новоандріївка）是位於烏克蘭中部的村莊，由第聶伯羅彼得羅夫斯克州裡錫內利尼科韋區的杜博維基市鎮負責管轄。該村距離赫維利和多夫格2.5公里，2001年人口324。